# 五十鈴川站

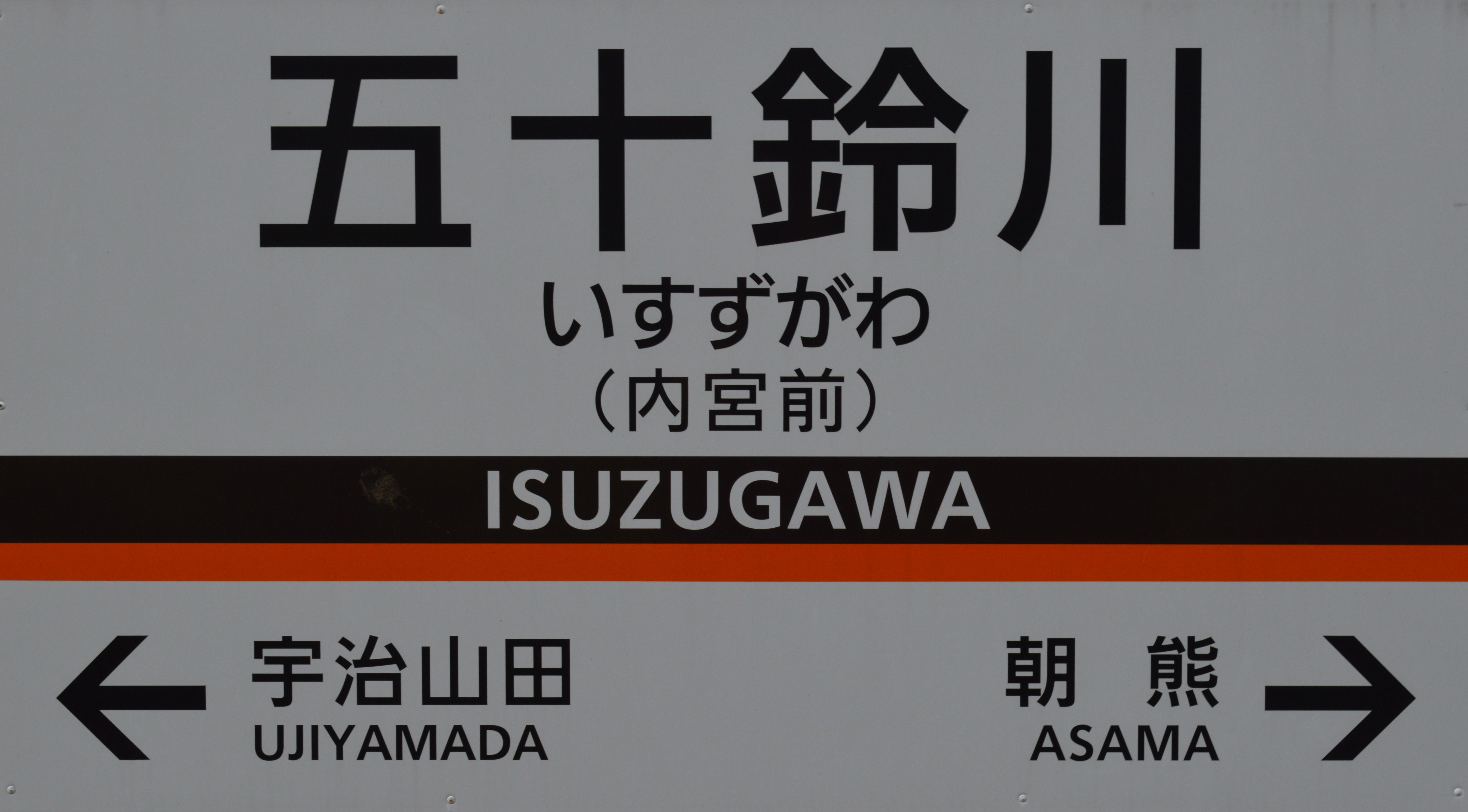
站牌（在引入車站編號前）

五十鈴川站（日语：／ Isuzugawa eki */?）是位於三重県伊勢市中村町，屬於近畿日本鐵道（近鐵）的鳥羽線車站。車站編號為「M75」。

## 歷史
- 1969年（昭和44年）12月15日 - 鳥羽線宇治山田至此站之間開通，此站啟用[1]。
- 1970年（昭和45年）3月1日 - 鳥羽線此站至鳥羽站開通[1]。
- 1971年（昭和46年）12月25日 - 此站至宇治山田站之間成為複線鐵路[2]。
- 1975年（昭和50年）4月11日 - 此站至朝熊站之間複線鐵路[2]。
- 2007年（平成19年）4月1日 - 車站可以使用PiTaPa[3]。

### 車站命名問題
當初近鐵計劃使用位於車站的地名「古市」，命名為古市口站。隨後在1969年（昭和44年）11月決定把車站名稱命名為内宮前駅（日语：／）。不使用「古市口站」的原因是避免與大阪市羽曳野市近鐵古市站造成混亂。
但是，若車站命名為內宮站，會讓伊勢神宮的參拜客直接在內宮口站下車前往內宮參拜，而不會先前往最接近外宮的車站（伊勢市站和宇治山田站）下車前往外宮。因此在同年11月10日，伊勢市長向近鐵一方提出反對，伊勢市議會更在同年11月11日設立近鐵對策特別委員會提出反對。
另外，由於此站距離内宮約2km，因此對於在此站下車的的參拜客會造成困擾而反對「內宮前站」作為車站名稱。
在鐵路線開始試行前，近鐵把車站名稱再進行更改，在同年11月21日，近鐵副社長與伊勢市長相談後，決定車站名字定為「五十鈴川（內宮前）」，在得到市長同意後向運輸省提出最後的車站名稱，車站命名問題得到解決。

## 車站構造

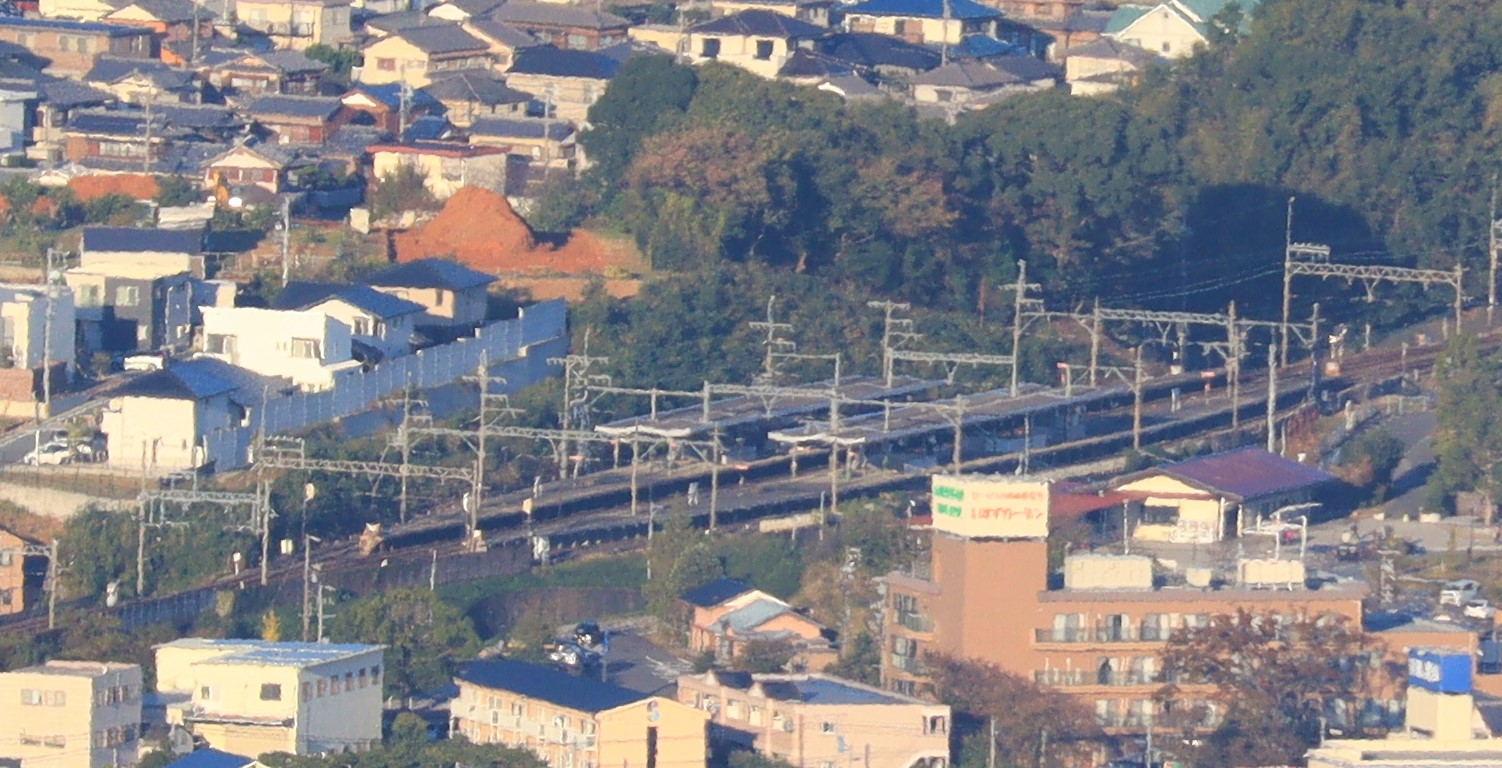
車站為2面4線的島式月台及高架車站

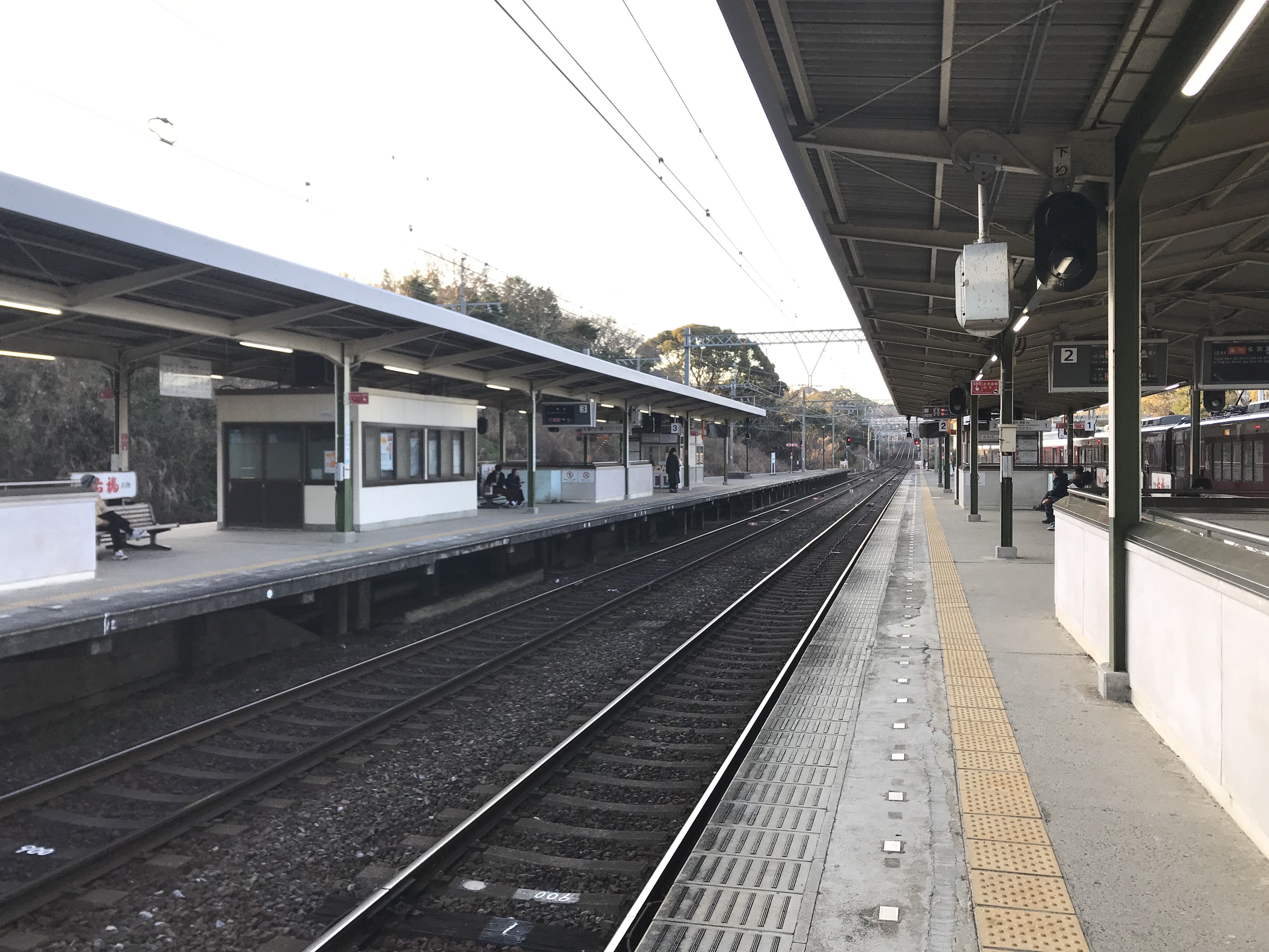
月台(2019年1月)

車站建設在路堤上的高架車站，設有2面4線的島式月台。由於車站設有特急列車停靠，因此月台上可容納10卡車廂。車站大堂位於車站東北方。設有1個閘口。

### 月台
| 月台 | 路線   | 上下行 | 行向                   | 備註                |
| ---- | ------ | ------ | ---------------------- | ------------------- |
| 1、2 | 鳥羽線 | 下行   | 鳥羽、賢島方向         |                     |
| 3、4 | 鳥羽線 | 上行   | 名古屋、大阪、京都方向 | 部分班次停在1號月台 |

- 內側2線（2、3號月台）為主線、外側2線（1、4號月台）為待避線。
- 宇治山田方向設有渡線，部分以此站為起點站的上行列車4號月台出發。另外也有暫停服務列車從宇治山田前往1號月台，再而折返。

## 特徴

### 停站列車
- 除了阪伊甲特急、名伊甲特急及觀光特急「Shimakaze」外，所有定期旅客列車均停此站[10][11]。
  - 關於特急列車：阪伊、名伊乙特急所有班次以及京伊特急均停此站。在日間半數名伊乙特急都在宇治山田站為終點或起點站[10]。
    - 在2012年3月20日的時間表修正前，京伊特急與來往大阪難波站的阪伊乙特急串聯運輸，並通過此站。在時間表修正後，兩特急獨立運輸，並統一停此站。
    - 在過去並沒有在此站為起點或終點站的定期特急列車運行。在2014年9月21日的時間表修正後，設有名古屋方向的列車以此站為起點站。另外，在除夕列車通宵行駛（日语：終夜運転）時，前往大阪、名古屋、京都方向大部分列車都此宇治山田站為終點站，隨後前往此站作為起點站。

  - 來自大阪上本町站、近鐵名古屋站的快速急行、急行設有班次在此站折返。在整日中設有於此站為起點或終點站的班次[10]。在早上設有1班在此站出發的急行列車前往名張[10]。
  - 每小時設有2至3班普通列車停此站。同時設有在此站為起點或終點站的普通列車，在早上和晚上各1往返班次[10]。
  - 關於在此站為起點站的列車，在2018年3月17日時間表修正時，1號月台出發的列車中，平日設有1班特急和23班急行列車，星期六、日及假期設有3班特急、17班急行列車。在2號月台出發的列車中，平日設有於7:08及7:29 2班往近鐵名古屋的特急列車和8:36 1班往大阪上本町的急行列車，星期六、日及假期設有6:00 1班前往大阪上本町的特急[12]。
- 在此站設有許多列車待避和援急接駁，在早上和黃昏，來往鳥羽站的急行在此站與乙特急緩急接駁。另外，在此站折返的急行與轉乘普通列車前往賢島方向[10]。

### 設備、營業上
- 由宇治山田站管理的有人車站。
- 車站設有可使用PiTaPa、ICOCA的自動閘機（日语：自動改札機）、自動補票機（日语：自動精算機）（可支援回數（日语：回数乗車券）卡及IC卡）。自動補票機也可增值IC卡。
- 車站也設有櫃臺售賣特急票及定期票[13]。
- 車站設有液晶顯示器（LCD），展示下一班列車資訊。

## 在此站上下車人次
以下列出近年來1日中上下車人次：
- 2018年11月13日：2,603人
- 2015年11月10日：2,323人
- 2012年11月13日：2,122人
- 2010年11月9日：2,251人
- 2008年11月18日：2,091人
- 2005年11月8日：2,229人

## 使用狀況
根據「三重縣統計書」，以下列出近年1日平均乘車人次。
| 年度   | 一日平均 乘車人次 |
| ------ | ----------------- |
| 1997年 | 1,793             |
| 1998年 | 1,622             |
| 1999年 | 1,291             |
| 2000年 | 1,290             |
| 2001年 | 1,278             |
| 2002年 | 1,242             |
| 2003年 | 1,226             |
| 2004年 | 1,195             |
| 2005年 | 1,188             |
| 2006年 | 1,229             |
| 2007年 | 1,217             |
| 2008年 | 1,247             |
| 2009年 | 1,248             |
| 2010年 | 1,266             |
| 2011年 | 1,280             |
| 2012年 | 1,314             |
| 2013年 | 1,681             |
| 2014年 | 1,379             |
| 2015年 | 1,492             |
| 2016年 | 1,551             |
| 2017年 | 1,943             |

- 以下會列出五十鈴川站的使用狀況變遷[15][16]。
  - 一年乘車人次以人作單位。更適合用於比較年度數據。
  - 上下車人次調査結果是在任意1日記錄，以人作單位。但需注意，由於在調査日的天氣、活動等原因，使數字變動會比一年乘車人次為大。
  - 當中，最高値會使用紅色，在最高値記錄年度以後的最低値使用青色、在最高値記錄年度以前的最低値使用綠色作標記。

| 年度使用狀況（五十鈴川站） | 年度使用狀況（五十鈴川站） | 年度使用狀況（五十鈴川站） | 年度使用狀況（五十鈴川站） | 年度使用狀況（五十鈴川站） | 年度使用狀況（五十鈴川站） | 年度使用狀況（五十鈴川站） | 年度使用狀況（五十鈴川站） |
| 年 度                      | 一年乘車人次：人／年度     | 一年乘車人次：人／年度     | 一年乘車人次：人／年度     | 一年乘車人次：人／年度     | 上下車人次調査結果 人／日  | 上下車人次調査結果 人／日  | 特別事項                   |
| -------------------------- | -------------------------- | -------------------------- | -------------------------- | -------------------------- | -------------------------- | -------------------------- | -------------------------- |
| 年 度                      | 通勤定期乘客               | 上學定期乘客               | 其他乘客                   | 合計                       | 調査日                     | 調査結果                   | 特別事項                   |
| 1969年（昭和44年）         | 17,520                     | ←←←←                       | 249,710                    | 267,230                    |                            |                            | 開業                       |
| 1970年（昭和45年）         | 110,280                    | ←←←←                       | 319,316                    | 429,596                    |                            |                            |                            |
| 1971年（昭和46年）         | 101,580                    | ←←←←                       | 294,044                    | 395,624                    |                            |                            |                            |
| 1972年（昭和47年）         | 111,120                    | ←←←←                       | 287,406                    | 398,526                    |                            |                            |                            |
| 1973年（昭和48年）         | 133,500                    | ←←←←                       | 367,212                    | 500,712                    |                            |                            |                            |
| 1974年（昭和49年）         | 157,200                    | ←←←←                       | 312,684                    | 469,884                    |                            |                            |                            |
| 1975年（昭和50年）         | 155,490                    | ←←←←                       | 381,546                    | 537,036                    |                            |                            |                            |
| 1976年（昭和51年）         | 161,190                    | ←←←←                       | 354,488                    | 515,678                    |                            |                            |                            |
| 1977年（昭和52年）         | 172,770                    | ←←←←                       | 388,570                    | 561,340                    |                            |                            |                            |
| 1978年（昭和53年）         | 188,880                    | ←←←←                       | 400,854                    | 589,734                    |                            |                            |                            |
| 1979年（昭和54年）         | 195,600                    | ←←←←                       | 408,808                    | 604,408                    |                            |                            |                            |
| 1980年（昭和55年）         | 204,540                    | ←←←←                       | 433,336                    | 637,876                    |                            |                            |                            |
| 1981年（昭和56年）         | 221,490                    | ←←←←                       | 437,382                    | 658,872                    |                            |                            |                            |
| 1982年（昭和57年）         | 219,510                    | ←←←←                       | 428,473                    | 647,983                    | 11月16日                   | 2,055                      |                            |
| 1983年（昭和58年）         | 229,470                    | ←←←←                       | 409,085                    | 638,555                    | 11月8日                    | 3,385                      |                            |
| 1984年（昭和59年）         | 234,780                    | ←←←←                       | 425,018                    | 659,798                    | 11月6日                    | 1,993                      |                            |
| 1985年（昭和60年）         | 248,640                    | ←←←←                       | 436,442                    | 685,082                    | 11月12日                   | 2,055                      |                            |
| 1986年（昭和61年）         | 255,240                    | ←←←←                       | 445,228                    | 700,468                    | 11月11日                   | 2,337                      |                            |
| 1987年（昭和62年）         | 251,190                    | ←←←←                       | 451,618                    | 702,808                    | 11月10日                   | 2,191                      |                            |
| 1988年（昭和63年）         | 254,610                    | ←←←←                       | 432,238                    | 686,848                    | 11月8日                    | 2,290                      |                            |
| 1989年（平成元年）         | 258,960                    | ←←←←                       | 470,344                    | 729,304                    | 11月14日                   | 2,343                      |                            |
| 1990年（平成2年）          | 255,120                    | ←←←←                       | 439,650                    | 694,770                    | 11月6日                    | 2,643                      |                            |
| 1991年（平成3年）          | 249,570                    | ←←←←                       | 426,147                    | 675,717                    |                            |                            |                            |
| 1992年（平成4年）          | 251,310                    | ←←←←                       | 419,363                    | 670,673                    | 11月10日                   | 2,860                      |                            |
| 1993年（平成5年）          | 243,360                    | ←←←←                       | 431,570                    | 674,930                    |                            |                            |                            |
| 1994年（平成6年）          | 335,370                    | ←←←←                       | 600,213                    | 935,583                    |                            |                            |                            |
| 1995年（平成7年）          | 263,520                    | ←←←←                       | 345,613                    | 609,133                    | 12月5日                    | 2,018                      |                            |
| 1996年（平成8年）          | 251,160                    | ←←←←                       | 354,152                    | 605,312                    |                            |                            |                            |
| 1997年（平成9年）          | 264,960                    | ←←←←                       | 389,542                    | 654,502                    |                            |                            |                            |
| 1998年（平成10年）         | 252,360                    | ←←←←                       | 339,701                    | 592,061                    |                            |                            |                            |
| 1999年（平成11年）         | 244,560                    | ←←←←                       | 227,996                    | 472,556                    |                            |                            |                            |
| 2000年（平成12年）         | 240,240                    | ←←←←                       | 230,757                    | 470,997                    |                            |                            |                            |
| 2001年（平成13年）         | 235,650                    | ←←←←                       | 230,692                    | 466,342                    |                            |                            |                            |
| 2002年（平成14年）         | 228,450                    | ←←←←                       | 224,853                    | 453,303                    |                            |                            |                            |
| 2003年（平成15年）         | 226,140                    | ←←←←                       | 222,615                    | 448,755                    |                            |                            |                            |
| 2004年（平成16年）         | 224,370                    | ←←←←                       | 211,924                    | 436,294                    |                            |                            |                            |
| 2005年（平成17年）         | 216,510                    | ←←←←                       | 217,253                    | 433,763                    | 11月8日                    | 2,229                      |                            |
| 2006年（平成18年）         | 214,350                    | ←←←←                       | 234,076                    | 448,426                    |                            |                            |                            |
| 2007年（平成19年）         | 210,060                    | ←←←←                       | 235,357                    | 445,417                    |                            |                            |                            |
| 2008年（平成20年）         |                            | ←←←←                       |                            |                            | 11月18日                   | 2,091                      |                            |
| 2009年（平成21年）         | 218,610                    | ←←←←                       | 237,075                    | 455,685                    |                            |                            |                            |
| 2010年（平成22年）         |                            | ←←←←                       |                            |                            |                            |                            |                            |
| 2011年（平成23年）         |                            | ←←←←                       |                            |                            |                            |                            |                            |
| 2012年（平成24年）         |                            | ←←←←                       |                            |                            |                            |                            |                            |
| 2013年（平成25年）         |                            | ←←←←                       |                            |                            |                            |                            |                            |
| 2014年（平成26年）         |                            | ←←←←                       |                            |                            |                            |                            |                            |

## 車站周邊
- 伊勢神宮皇大神宮（內宮）
- 大原町（日语：おはらい町）、Okage橫丁
- 三重縣營綜合田徑場（日语：三重県営総合競技場）
- 猿田產神社（日语：猿田彦神社）
- 月讀宮（日语：月讀宮）、葭原神社（日语：葭原神社）
- 倭姬宮（日语：倭姫宮）

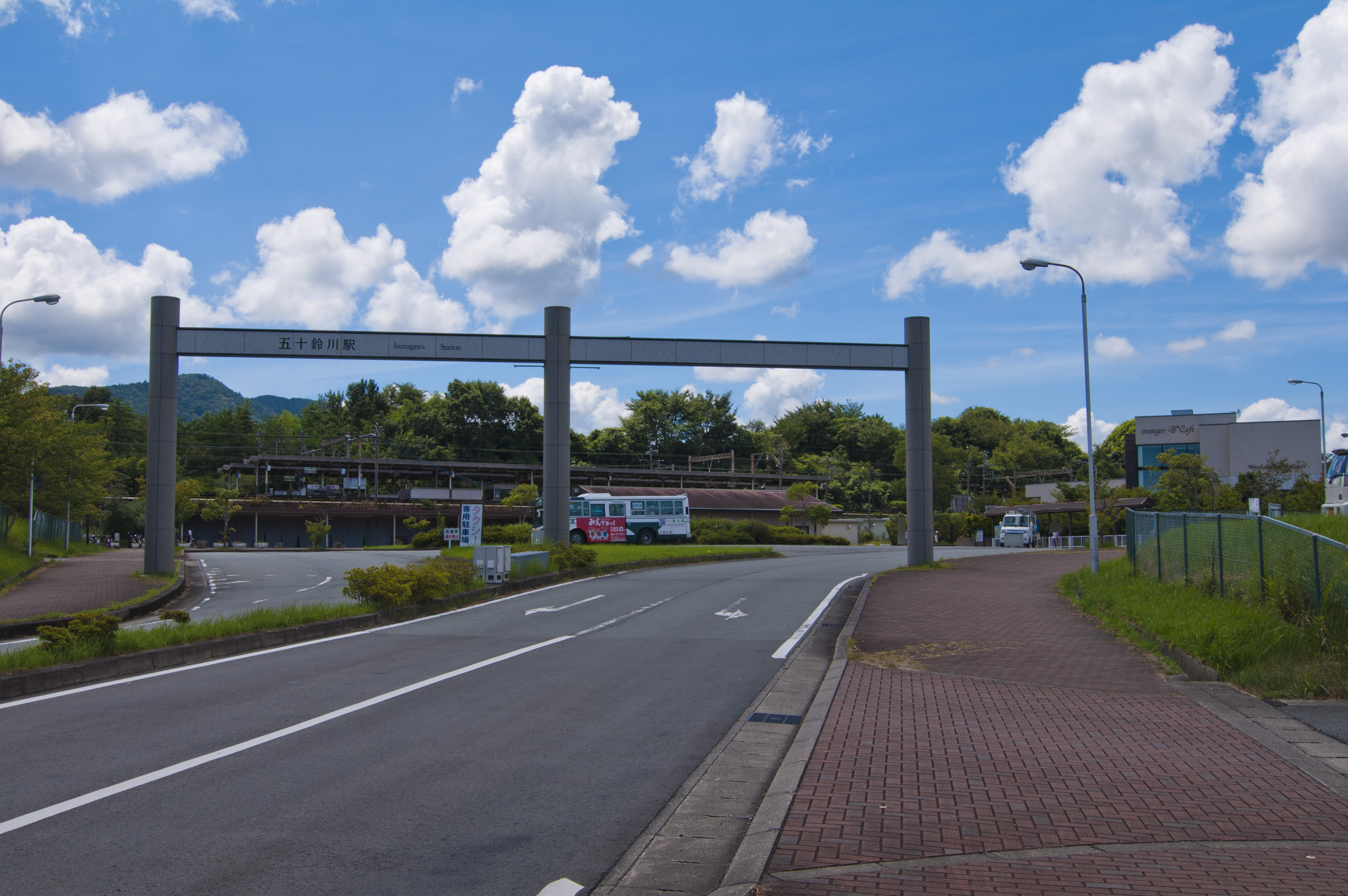
車站前

- 宇治山田神社、那自賣神社（日语：宇治山田神社）
- 市立伊勢綜合醫院（日语：市立伊勢総合病院）
- 皇學館大學、高等學校、中學（日语：皇學館中学校・高等学校）
- 皇學館大學佐川記念神道博物館（日语：皇學館大学佐川記念神道博物館）
- 神宮徴古館（日语：神宮徴古館）、神宮農業館、神宮美術館、神宮文庫（日语：神宮文庫）
- 三重縣立伊勢高等學校（日语：三重県立伊勢高等学校）
- 伊勢自動車道、伊勢二見鳥羽線（日语：伊勢二見鳥羽ライン） 伊勢IC（日语：伊勢インターチェンジ）
- 伊勢購物中心（日语：伊勢ショッピングセンター）（AEON伊勢店）
- 洋服之青山（日语：青山商事）伊勢交流道店
- 宮脇書店（日语：宮脇書店）伊勢店

## 巴士路線
三重交通
- 1號乘車場
  - 44系統 夫婦岩東口（日语：二見興玉神社）
  - 44系統  夫婦岩東口（經SUN ARENA（日语：三重県営サンアリーナ））
  - 44系統 SUN ARENA
  - 51系統 宇治山田站、伊勢市站、外宮前（經徴古館前）
- 2號乘車場
  - 51系統  內宮前

伊勢市社區巴士「Okage 巴士」
- 鹿海、朝熊線
  - 伊勢Topia（日语：伊勢市生涯学習センター）（經朝熊町）
  - 伊勢Topia
- 二見線
  - 松下廣場（經伊勢Topia、JR二見浦站前）
- 小木、田尻線
  - 伊勢Topia、伊勢紅十字醫院（需求制，1日3往返班次）

## 相鄰車站
近畿日本鐵道
 鳥羽線
- □特急停車站

■快速急行、■急行、■普通
宇治山田（M74）－五十鈴川（M75）－朝熊（M76）

## 外部連結
- 五十鈴川 - 近畿日本鐵道